# Champdeniers-Saint-Denis
Champdeniers-Saint-Denis è un comune francese di 1 694 abitanti situato nel dipartimento delle Deux-Sèvres nella regione della Nuova Aquitania.

## Società

### Evoluzione demografica
Abitanti censiti